# Звёздные войны: Войны клонов (мультсериал, 2008)
Не путать с Звёздные войны: Войны клонов (мультсериал, 2003) и Звёздные войны: Войны клонов (мультфильм)
«Звёздные во́йны: Во́йны кло́нов» (англ. Star Wars: The Clone Wars) — трёхмерный анимационный сериал 2008 года по вселенной «Звёздных войн», созданный компаниями Lucasfilm Animation и Lucasfilm Animation Singapore и относящийся к жанру научной фантастики. Создатель сериала, исполнительный продюсер и основной разработчик сюжетов — Джордж Лукас, а Дейв Филони участвует как режиссёр-координатор.
Впервые был показан на канале Cartoon Network 3 октября 2008 года. Хронологически события сериала начинаются примерно через два месяца после второго эпизода саги, а завершаются параллельно событиям третьего.
Было отснято 133 эпизода, каждый из которых длиной от 19 до 26 минут. Первые четыре сезона содержат по 22 серии в каждом. Перед выходом сериала в прокат был выпущен одноимённый полнометражный мультфильм, являющийся пилотной серией данного мультсериала. Первый трейлер появился ещё в мае 2007 года.
В марте 2013 года Lucasfilm объявило о том, что телесериал будет закрыт. Оставшиеся эпизоды компания охарактеризовала как «бонусный контент», обещая проинформировать о том, когда они будут закончены и представлены зрителям. В феврале 2014 года стало известно о том, что видеоресурс Netflix покажет 13 серий последнего шестого сезона мультсериала. Также видеотека получила эксклюзивные права на полнометражный мультфильм «Войны клонов» и остальные сезоны сериала
19 июля 2018 года, на San Diego Comic-Con, на панели в честь десятилетия сериала было объявлено о его возвращении на один сезон в 12 эпизодов. Премьера седьмого сезона состоялась весной 2020 года. Он транслировался на стриминговом сервисе Disney+, который был запущен в США 12 ноября 2019 года и в нескольких других странах.

## Сюжет
| Сезон | Сезон | Название                        | Эпизоды | Премьерный показ | Премьерный показ | Сеть              |
| Сезон | Сезон | Название                        | Эпизоды | Премьера сезона  | Окончание сезона | Сеть              |
| ----- | ----- | ------------------------------- | ------- | ---------------- | ---------------- | ----------------- |
|       | Фильм | Войны клонов                    | N/A     | 15 августа 2008  | 15 августа 2008  | Театральный релиз |
|       | 1     | N/A                             | 22      | 3 октября 2008   | 20 марта 2009    | Cartoon Network   |
|       | 2     | Восстание охотников за головами | 22      | 2 октября 2009   | 30 апреля 2010   | Cartoon Network   |
|       | 3     | Раскрытие тайн                  | 22      | 17 сентября 2010 | 1 апреля 2011    | Cartoon Network   |
|       | 4     | Линии фронта                    | 22      | 16 сентября 2011 | 17 марта 2012    | Cartoon Network   |
|       | 5     | N/A                             | 20      | 29 сентября 2012 | 2 марта 2013     | Cartoon Network   |
|       | 6     | Потерянные миссии               | 13      | 7 марта 2014     | 7 марта 2014     | Netflix           |
|       | 7     | Финальный сезон                 | 12      | 21 февраля 2020  | 4 мая 2020       | Disney+           |

### Первый сезон
В галактике идет война между Республикой и сепаратистами, восставшими против равнодушия власти и коррупции. Обе стороны ищут поддержки у нейтральных планет. На стороне Республики с дипломатическими миссиями работает Орден джедаев, в то время как сепаратистам помогают ситхи во главе с графом Дуку и его ученицей Асажж Вентресс. Мастера-джедаи Йода, Мейс Винду и Оби-Ван Кеноби с его учеником Энакином Скайуокером разыскивают союзников. Ведь армии клонов недостаточно, чтобы противостоять вражеским дроидам, и у Республики нет достаточно провизии для помощи пострадавшим планетам.
Генерал сепаратистов Гривус использует космический корабль «Зловещий» с новейшим оружием для внезапных нападений. Ученица Энакина, Асока Тано, участвует с учителем в спасательных операциях и обоим удаётся уничтожить корабль. Впрочем, Гривусу удается сбежать и вскоре по его приказу торговец захватывает личного дроида Энакина R2-D2, чтобы извлечь из него данные джедаев. Генерал посылает к Энакину дроида-диверсанта R3-S6, который заманивает его и Асоку в ловушку, но в конце концов R2-D2 удаётся вернуть. Граф Дуку все это время получает приказы от таинственного лорда ситхов, о существовании которого джедаи ещё не догадываются.
Сенатор Падме Амидала, на которой Энакин тайно женат, несмотря на кодекс джедаев, ищет поддержки у знакомых правителей. В этом деле ей помогает неуклюжий сенатор Джа-Джа Бинкс, неудачи которого постоянно обращаются на пользу. Торговая федерация, финансирующая сепаратистов, теряет своего главу Нута Ганрея, арестованного Республикой. Однако Вентресс освобождает Ганрея. Пытаясь его вернуть, джедай Кит Фисто и его бывший падаван Надар Вебб неожиданно обнаруживают базу генерала Гривуса. Это, однако, оказывается ловушкой — граф Дуку перестает доверять Гривусу и требует как доказательство верности убить мастеров-джедаев. Гривус убивает Надара, доказывая свою компетентность, но Фисто удаётся спастись.
При попытке захватить графа Дуку, Энакин и Оби-Ван обнаруживают, что властелин ситхов уже пленён пиратами во главе с разбойником Хондо Онакой с Флоррума, и сами оказываются в неволе, но в итоге освобождаются. После серии успешных дипломатических миссий Падме Амидала и Джа-Джа обнаруживают секретную лабораторию по разработке биологического оружия и не дают распространиться смертельному вирусу. Прибыв на Рилот, республиканские разведчики узнают то, что сепаратисты уже поработили его жителей тви’леков. Армия клонов вместе с джедаями освобождает планету. Вскоре охотники за головами, возглавляемые Кэдом Бэйном, освобождая криминального авторитета Зиро Хатта, нападают на здание Сената. Однако Энакин благодаря Падме освобождает заложников, хотя Зиро и Кэд успешно сбегают.

### Второй сезон
Федерация в дальнейшем в затруднительном положении, к тому же Кэд Бейн с помощью Кейто Паразитти похищает из Храма джедаев голокрон, в котором содержится информация о чувствительных к Силе детях — потенциальных будущих джедаях. Энакин и Асока отправляются вернуть голокрон. В то же время сепаратисты пытаются повлиять на Сенат Республики изнутри шпионажем и подкупами.
На планете Джеонозис приверженец сепаратистов Поггль Меньший возобновляет заводы по производству дроидов и создает огромную армию. Клоны и джедаи штурмуют Джеонозис и одерживают победу, но ценой больших потерь. Несмотря на ряд выигранных сражений, генерал Гривус находится на свободе.
Республика ищет пути заручиться поддержкой мандалорцев, но их представительница, герцогиня Сатин Крайз, давняя подруга Оби-Вана, придерживается нейтралитета. В настоящее время на планете Мандалор действуют радикалы из «Дозора Смерти», для противодействия которым отправляются джедаи. В Сенате предлагается увеличить расходы на войну, против чего выступает Падме, ведь простой народ тогда окажется в еще большем затруднении. Энакин, Асока и Оби-Ван защищают планеты, откуда поставляется провизия. По приказу канцлера Палпатина на Маластаре применяют электронно-протонную бомбу, способную мгновенно уничтожить дроидов. Однако применение оружия пробуждает зверя Зилло, панцирь которого неуязвим для любого оружия, даже световой меч не берёт. Зверя усыпляют и ловят, после чего, по приказу Палпатина, которого очень интересует его броня, направляют на Корусант для изучения. Однако зверь Зилло вырывается и начинает буйствовать, но в итоге трагически погибает.
Боба Фетт, сын наемника Джанго Фетта, служившего образцом для клонов и погибшего от руки Мейса Винду на Джеонозисе в начале войны, с помощью наёмников Кастаса и Орра Синг проникает в ряды клонов-кадетов, чтобы отомстить. В результате Винду и Скайуокер получают травмы, Бобу арестовывают на Флорруме, а Орра, как считается, погибает.

### Третий сезон
На планете Камино, где выращиваются и тренируются клоны, как выясняется, не все одинаковы. Отряд «Домино» доказывает, что достоин пополнить ряды бойцов. Это пригодится, когда генерал Гривус атакует Камино, и в конце концов должен отступить. Падме почти добивается установления перемирия, однако сепаратисты и многие сенаторы против.
Асока всё больше овладевает владением Силой и развивает предсказания, благодаря чему спасает Падме от покушения, совершенного уцелевшей Оррой Синг. Кэду Бэйну удается похитить дроидов Энакина — C-3PO и R2-D2 и скопировать с них информацию, после чего их возвращают, стерев память о похищении. Благодаря этому Кэд освобождает Зиро Хатта, владеющего компроматом на лидеров хаттских кланов. Зиро шантажирует их, но недолго — его убивает преданная им любовница.
Путём шантажа злоумышленники влияют на Сенат и тот принимает решение создать ещё больше клонов, хотя Республика и так находится на грани банкротства. Канцлер Палпатин, притворяясь якобы поддерживающим Падме, действительно способствует тому, чтобы война продолжалась. Коррупция разъедает Республику изнутри, впрочем, Падме, Асоке и Сатин удается разоблачить коррупционеров на Мандалоре.
Дарт Сидиус — владыка ситхов, командующий графом Дуку, озабочен ростом могущества Вентресс. Он требует, чтобы Дуку убил её в знак своей верности. Тот выполняет требование, но Вентресс выживает и она прилетает на планету Датомир, откуда родом. Там проживает её родня — мистические Сёстры Ночи во главе с Матерью Талзин, пользующиеся Тёмной стороной Силы, которую на Датомире называют магией. Они принимают Вентресс и помогают ей отомстить учителю. Первая попытка убить графа Дуку проваливается и тогда Талзин предлагает графу нового ученика Саважа Опресса, которого тайком контролирует Вентресс. Дуку жестокими методами учит Саважа и тот убивает двух джедаев. Оби-Ван и Энакин в его поисках обнаруживают, что Саваж восстал и против учителя, и Вентресс. Однако Талзин сообщает Саважу, что его научит его брат — Дарт Мол, бывший ученик Сидиуса, считавшийся убитым Оби-Ваном.
Оби-Ван и Энакин обнаруживают сигнал, по которому находят скрытую планету, где живёт семья, исключительно способная к Силе. Отец сохраняет баланс Силы, Дочь использует её Светлую сторону, а Сын — Тёмную. Дети заключены Отцом из-за его страха, что те нарушат баланс Силы. Отец уже стар, чем Сын пользуется, чтобы склонить на свою сторону Энакина. Он показывает ему будущее, в котором Энакин станет могучим ситхом Дартом Вейдером. Отец, полагая, что будущее ещё не решено, стирает Энакину воспоминания об этом. Он предлагает сохранять баланс силы вместо себя, но Энакин отказывается. Тогда Сын настраивает против него Асоку, Дочь вмешивается и даёт Оби-Вану кинжал, чтобы убить Сына. В конце оба детей погибают, чтобы баланс сохранился. Джедаи возвращаются, но Оби-Ван теперь знает, что Энакин способен предать Светлую сторону.
Чтобы освободить из плена джедая Эвена Пиелла, Оби-Ван, Энакин и Асока проникают в тюрьму «Цитадель», где также освобождают капитана Уилхаффа Таркина. После бегства Пиелл погибает, но передаёт Асоке свою половину координат Нексуса (у Таркина есть вторая половина информации) — тайного канала связи в гиперпространстве, который ищут сепаратисты. По возвращении на Корусант, возникает спор: Таркину было приказано доставить часть информации непосредственно канцлеру, в то время как Асока обещала магистру Пиеллу, что передаст информацию только совету джедаев.
На очередной миссии Асоку похищают трандошане из охотничьей гильдии, возглавляемой Гарнаком, но та сбегает и объединяется с небольшой группой юнлингов. Вскоре к ним присоединяется вуки Чубакка и вместе штурмуют базу трандошан. Силы неравны, но помощь приходит откуда не ждали — воины-вуки во главе с Тарффулом приходят на сигнал о помощи, посланный Чубаккой на Кашиик с помощью самодельного передатчика. Объединив усилия, Асока и её друзья при поддержке Тарффула и его воинов одерживают победу над Гарнаком и его бандой.

### Четвёртый сезон
После убийства короля мон-каламари на трон претендует его малолетний сын Ли-Чар. Соседи по планете куоррены обвиняются в убийстве и Амидала со Скайуокером отправляются урегулировать конфликт. Куоррены становятся на сторону сепаратистов и планету разрывает гражданская война. Военачальник сепаратистов Рифф Тамсон (тот, кто убил предыдущего короля) разыскивает по приказу Дуку Ли-Чара, поэтому мастер Йода посылает на помощь гунганов, которыми командует Джа-Джа. Энакин, Падме, Кит Фисто и Джа-Джа попадают в плен, но их вызволяет Асока. Ли-Чар убеждает свой народ, что войной руководит Дуку, и куоррены во главе с сенатором Носсором Раем, другом отца Ли-Чара, восстают против сепаратистов и изгоняют их, а Ли-Чар убивает Тамсона, мстя за смерть отца, наследует трон.
Джа-Джа предотвращает восстание гунганов, а джедаи и их дроиды встревают в ряд приключений в разных уголках галактики: отвоёвывают у сепаратистов базы, вызволяют невольников. Энакин, Асока и Оби-Ван проверяют обширную деятельность работорговцев и проникают в их банду, но оказываются в плену королевы Зайгеррии Мираж Скинтел. Энакин завоевывает доверие Зайгеррии, которую навещает граф Дуку и убивает за симпатию к джедаю. Перед смертью королева рассказывает, где найти Оби-Вана и Асоку. Энакин освобождает их и рабов, а комплекс по содержанию рабов уничтожается войсками Республики.
Сепаратисты соглашаются на переговоры, но их срывает вмешательство Дозора Смерти. Оби-Ван узнает о намерении сепаратистов похитить канцлера Палпатина и препятствует этому. Граф Дуку, узнав об обмане Сестёр Ночи, атакует Датомир армией Гривуса. Талзин магией заставляет Дуку отступить, однако многие Сёстры Ночи погибают. Вентресс винит себя в этом и покидает Датомир, присоединившись к бежавшей из заключения банде Бобы Фетта.
Саваж Опресс разыскивает Дарта Мола с помощью амулета, который дала Мать Талзин. Наконец Саважу удаётся найти Мола, ноги которого были заменены неуклюжим паукообразным шасси. К тому времени Дарт Мол сошёл с ума и почти ничего не помнит, но всё же вспоминает, что его искалечил Оби-Ван. Саваж приносит его Матери, после чего та приделывает Молу новые ноги. С этого момента братья объединяются и идут сеять хаос по галактике, до тех пор пока они не привлекут внимания Оби-Вана. После того, как джедай прилетел на удалённую планету, жителей которой жестоко убили братья, те вступают в бой с Оби-Ваном и берут его в плен. Для противостояния ситхам Оби-Ван должен прибегнуть к помощи Вентресс. Оба в конце остаются ни с чем, но Мол надеется, что его месть ещё впереди.

### Пятый сезон
Мол и Саваж совершают жестокие убийства по всей галактике, Оби-Ван и Энакин преследуют их, однако Палпатин считает это второстепенным делом. Сепаратисты увлекают планету Ондерон, джедаи помогают партизанам во главе с Со Геррерой вернуть контроль над планетой. Поддерживаемый графом Дуку король Санджай Раш присылает подкрепление. В ходе боев Ондерон отвоевывают, но Со теряет сестру.
Асока сопровождает юнлингов в испытании — путешествие на планету Илум, где джедаи создают свои световые мечи. На обратном пути на них нападает пират Хондо Онака и его банда. Асока оказывается в плену, а Оби-Ван в это время участвует в операции против Гривуса. Падаваны самостоятельно освобождают Асоку, проникнув на базу Хондо, но когда Гривус нападает на Флоррум и грабит резиденцию пиратской банды, падаваны и пираты объединяются против общего врага и спасаются.
Республиканцы захватывают шифровальное устройство Гривуса, но перевозивший его полковник Мибур Гаскон терпит крушение на удалённой планете Абафар. Уцелевшие находят там капитана клонов Грегора, помогающего убежать. Вскоре на орбиту прибывает корабль, захваченный сепаратистами, везущий опасный груз. Полковник со своими бойцами мешает их планам взорвать флот Республики.
Мол и Саваж тем временем дрейфуют в космосе, пока их не находят мандалорцы из Дозора Смерти. Они задумываются воспользоваться помощью ситхов, чтобы свергнуть герцогиню Сатин. Лидер Дозора, Пре Визсла заключает Сатин под стражу и становится премьер-министром, однако Мол не желает делиться властью и убивает его. Посадив на трон марионеточного правителя Алмека, Мол создает собственную криминальную империю и убивает Сатин на виду у Оби-Вана. Однако в рядах Дозора происходит раскол и часть помогает Оби-Вану спастись. На планету прибывает Дарт Сидиус, убивает Саважа и пленяет Мола.
В Храме джедаев происходит теракт, в котором свидетелем оказывается жена одного из обслуживающих работников, Летта Тармонд. Когда Асока принимается за расследование, кто-то убивает Летту и подозрения падают на Асоку. Вынужденная скрываться, она убегает и обращается за помощью к Вентресс. Однако, пойдя по ложному следу, Асока попадает в засаду. Совет джедаев признаёт Асоку виновным, изгоняет из Ордена джедаев и передаёт под суд Республики. Энакин не верит в измену ученицы и найдя Вентресс, выслеживает настоящую преступницу — Баррисс Оффи, падавана Луминары Ундули. Совет джедаев признает свою ошибку и предлагает Асоке вернуться, считая, что пережитое было её великим испытанием. Однако, Асока, чувствуя себя преданной, отказывается и покидает Орден. Энакин безуспешно уговаривает её не делать этого, хотя сам втайне разочарован в джедаях.

### Шестой сезон
Во время битвы с планету Ринго-Винда клон Тап убивает джедая Типлар, что становится причиной поражения. Тапа перевозят на обследование, но причастный к этому граф Дуку пытается похитить клона. Энакин понимает, что клона кто-то контролировал. Боец Файвз обнаруживает, что Тап контролировался кем-то из-за вживлённого в мозг чипа. Но что страшнее — в ходе расследования выясняется, что такой чип есть у всех клонов. Он пытается сообщить об угрозе канцлеру Палпатину, но тот обвиняет Файвза в покушении на себя, после чего клон вынужден бежать. Когда капитан Рекс с Энакином нашли беглого клона, он начал пытаться объяснить, что всё, что происходит — это заговор против джедаев и Республики. В этот момент прибывает отряд спецназа с командиром Фоксом, после чего Файвз оказывается застрелен из-за неповиновения.
На Корусанте распространяется организованная преступность, способствующая разрушению войны. Впоследствии на планете Бардотта оказывается культ, которым руководит Талзин. Мейс Винду и Джа-Джа Бинкс положили ему конец. После этого джедаи находят свидетельство, что заказчик создания клонов, мастер-джедай Сайфо Диас, был убит при обстоятельствах, отличных от официальной версии. Йода обращается к бывшему канцлеру Валоруму и узнаёт, что Сайфо Диаса убил граф Дуку.
Йода начинает слышать своего умершего ученика Квай-Гона Джинна и в поисках разгадки этой тайны отправляется на древнюю планету ситхов Морабанд. Там он узнает от жриц Силы, что они поделились с Квай-Гоном тайной жизни после смерти, что позволит передать знание джедаев следующим поколениям, несмотря на надвигающуюся на Республику катастрофу. Пройдя испытание, Йода также узнает эту тайну. Дарт Сидиус угрожает убить Энакина, поэтому Йода, отвергнув возможность разоблачить истинное лицо владыки ситхов, спасает Энакина. Это оказывается иллюзией, насланной Сидиусом и Дуку, однако Йода укрепляется в убеждении, что победа над злом таки состоится.

### Седьмой сезон
Отряд клонов 99, более известный как «Бракованная партия», состоит из клонов с генетическими отклонениями, делающими их способными по определенным специальностям. Этот отряд принимает участие в миссии против адмирала Тренча на планете Анаксис. Тактика врага кажется подозрительно похожей на тактику пропавшего клона Эхо. Отряд обнаруживает, что Эхо жив и из него в анабиозе извлекается информация для противодействия Республике. Благодаря общим действиям отряда 99 и помощи Оби-Вана, Энакина и Мейса удается освободить Эхо и отвоевать верфи у Анаксис, которая начинает строить корабли для Республики. Эхо присоединяется к отряду 99
Асока, покинув Орден, случайно попадает в дебри Корусанта. Там она присоединяется к сёстрам Мартез, которые из-за бедности вынуждены заниматься преступностью. Асока сопровождает их в путешествии, что оказывается перевозкой контрабанды. Они оказываются в плену мафии, работающей на Дарта Мола. Асока пользуется своими способностями, чтобы вызволить сестёр, несмотря на то, что они ненавидят джедаев за их безразличие к судьбе простых граждан.
Оби-Ван и другие джедаи стягиваются к планете Ярбана, когда Асока сообщает Энакину о Дарте Моле. Она возвращается к джедаям, чтобы помочь им поймать злодея на Мандалоре. Энакин возвращает ей световой меч и назначает ей в помощь отряд клонов. Мол рассказывает Асоке, что скоро к власти придёт Дарт Сидиус, после чего убегает. Оби-Ван делится с Асокой своим подозрением о том, что Сидиус — это канцлер Палпатин. Мол призывает Асоку присоединиться к нему, чтобы противостоять Сидиусу, и предостерегает о предстоящей измене Энакина. Она побеждает и арестовывает Мола. Мейс Винду предлагает сместить Палпатина, против чего выступает Йода.
Война близится к концу, Оби-Ван отправляется на Утапау уничтожить генерала Гривуса, а Энакина отсылают присматривать за Палпатином. Дарт Сидиус отдаёт Приказ 66, заставляющий клонов убить всех джедаев. Асоке удается убежать, она освобождает Мола и узнаёт о чипах для контроля клонов. Асока удаляет чип из головы капитана Рекса. Корабль, на котором они летели, падает из-за диверсии Мола. Асока пытается задержать Мола, но отпускает, чтобы спасти Рекса. После того, как Асока с Рексом похоронила павших солдат, она выбрасывает свой меч, который позже находит Дарт Вейдер.

## Персонажи
В отличие от фильмов, где огромное внимание уделялось истории Энакина Скайуокера, формат телесериала позволяет концентрироваться на отдельных персонажах, бывших в фильмах второстепенными. Немало внимания уделено клонам и даже боевым дроидам Конфедерации независимых систем.
| Актёр озвучивания                     | Персонажи |
| ------------------------------------- | --- |
| Джеймс Арнольд Тэйлор                 | Оби-Ван Кеноби Пло Кун Оси Собек Рако Хардин Адмирал Дао                                                                   |
| Мэтт Лантер                           | Энакин Скайуокер Лом Пайк                                                                                                  |
| Эшли Экстейн                          | Асока Тано |
| Ди Брэдли Бейкер                      | Клоны Сэси Тиин Онаконда Фарр Адмирал Тренч Босск Робонино Оруба Хатт Адмирал Коберн Биф Файф королева Карина Russo-ISC    |
| Том Кэйн                              | Йода Адмирал Вуллф Юларен Рассказчик                                                                                       |
| Кори Бёртон                           | Граф Дуку Кэд Бейн Зиро Хатт Барон Папаноида Бек Лавис Зитон Модж Никс Кард Гоби Гли Губернатор Рошти Кинаш Лок KRONOS-327 |
| Йен Эберкромби Тим Карри (с 6 сезона) | Канцлер Палпатин/ Дарт Сидиус                                                                                              |
| Кэтрин Тайбер                         | Падме Амидала |
| Терренс Карсон                        | Мейс Винду |
| Мэтью Вуд                             | Генерал Гривус Боевые дроиды Уот Тамбор Поггл Меньший                                                                      |
| Ника Футтерман                        | Асажж Вентресс Сай Снутлс Гардулла Хатт Чи Иквей Папаноида Шия Локуэйн                                                     |
| Стефан Стэнтон                        | Мас Амедда Капитан Уилхафф Таркин Мибур Гаскон Морало Ивал Марг Крим Брат Вискус Диланни                                   |
| Фил Ламарр                            | Бейл Органа Кит Фисто Орн Фри Таа Джа-Джа Бинкс (1 сезон) Клу Лессер Зинн Паульнесс Брат Лемке                             |
| Брайан Джордж                         | Ки-Ади Мунди Царь Катуунко Председатель Чи Чо Силман                                                                       |
| Анна Грейвс                           | Сатин Крайз Мина Тиллс Суги Типли Типлар Кинн Робб                                                                         |
| Кэти Сакхофф                          | Бо-Катан Крайз |
| Джон Фавро                            | Пре Визсла |
| Джулиан Холлоуэй                      | Алмек Адмирал Килиан |
| Сэм Уитвер                            | Дарт Мол Сын |
| Клэнси Браун                          | Саваж Опресс |
| Барбара Гудсон                        | Мать Талзин |
| Джейсон Спайсэк                       | Лакс Бонтери |
| Джим Каммингс                         | Хондо Онака |
| Энтони Дэниелс                        | C-3PO |
| Ахмед Бест                            | Джа-Джа Бинкс Босс Лиони                                                                                                   |
| Мередит Селенджер                     | Баррисс Оффи Че Аманве Папаноида Айона Марси Плума Соди                                                                    |
| Оливия д’Або                          | Луминара Ундули |
| Анжелик Перрен                        | Ади Галлия Мама Хатт |
| Дженнифер Хейл                        | Эйла Секура Райо Чучи Лоло Пурс                                                                                            |
| Тасиа Валенза                         | Шаак Ти |
| Фло Ди Ре                             | Джокаста Ню |
| Джеймс Метис III                      | Капитан Грегар Тайфо |
| Гвендолин Йео                         | Нала Се Като Паразитти Калифа Пеппи Боу Калифа                                                                             |
| Боб Берген                            | Лама Су |
| Бен Дискин                            | AZI-3 WAC-47 Морли Крисмо Соди                                                                                             |
| Дэниэл Логан                          | Боба Фетт Клоны-кадеты |
| Кевин Майкл Ричардсон                 | Джабба Хатт Горга Хатт Марло Хатт                                                                                          |
| Джейми Кинг                           | Аурра Синг Кэсси Крайр Жрицы Силы                                                                                          |
| Том Кенни                             | Нут Ганрей Лейтенант Тан Диво Силуд Надар Вебб Гридо                                                                       |
| Робин Аткин Даунс                     | Раш Кловис Чам Синдулла Кастас Има-Гун Ди Цин Драллиг                                                                      |
| Кэт Суси                              | Мон Мотма Мина Бонтери Джек Локуэйн                                                                                        |
| Гидеон Эмери                          | Лотт Дод Ми Дичи |
| Джамила МакМиллан                     | Хэлли Буртони Королева Ниютни                                                                                              |
| Сет Грин                              | Тодо 360 Айон Папаноида |
| Грег Болдуин                          | Гварм Тера Сайнубе Дож Урус                                                                                                |
| Кара Пифко                            | Доктор Сионвер Болл Суу Локуэйн                                                                                            |
| Дэйв Филони                           | Эмбо |
| Рон Перлман                           | Га Нахкт |
| Джеймс Марстерс                       | капитан Аргус |
| Джордж Такэй                          | Лок Дурд |
| Майкл Йорк                            | Нуво Винди |
| Крис Эджерли                          | Иит Кот |
| Грег Прупс                            | Тал Меррик |
| Уайтби Хертфорд                       | Корки Крайз |
| Аль Родриго                           | Квинлан Вос |
| Ллойд Шерр                            | Отец |
| Эдриан Уилкинсон                      | Дочь |
| Лиам Нисон                            | Квай-Гон Джинн |
| Пернилла Аугуст                       | Шми Скайуокер |
| Блэр Бесс                             | Эвен Пиелл |
| Арт Батлер                            | Капитан Акбар |
| Адам МакАртур                         | Принц Ли-Чар |
| Гари Энтони Уильямс                   | Рифф Тамсон |
| Дэйв Фэнной                           | Понг Крелл |
| Ник Джеймсон                          | Дартс Д’Нар |
| Рикардо Мамуд-Вега                    | Атай Молек |
| Раджия Баруди                         | королева Мираж Скинтел |
| Клэр Грант                            | Латтс Раззи |
| Саймон Пегг                           | Денгар |
| Эндрю Кисино                          | Со Геррера |
| Дон-Лиэн Гарднер                      | Стила Геррера |
| Кирк Торнтон                          | король Санджай Раш |
| Барри Деннен                          | король Рамсис Дендап |
| Дэвид Кэй                             | генерал Тандин |
| Грегг Бергер                          | Калани |
| Джефф Фишер                           | Петро |
| Оливия Хэк                            | Катуни |
| Джорджина Кордова                     | Ганоди |
| Грег Сайпс                            | Затт |
| Дэвид Теннант                         | Хьюянг |
| Кэри Уолгрен                          | Летта Турмонд |
| Эми Шукла                             | королева Джулия |
| Айан Раскин                           | Финис Валорум |
| Марк Хэмилл                           | Дарт Бэйн |
| Пол Накаучи                           | Сайфо-Диас |
| Элизабет Родригес                     | Рафа Мартез |
| Бригитте Кали                         | Трейс Мартез |
| Шармила Девар                         | Урса Врен |
| Рэй Стивенсон                         | Гар Саксон |
| Ванесса Маршалл                       | Рук Каст |

## Дубляж
| Актёр озвучивания                       | Персонажи                                 |
| --------------------------------------- | ----------------------------------------- |
| Евгений Иванов                          | Оби-Ван Кеноби                            |
| Андрей Зайцев                           | Энакин Скайуокер                          |
| Эльвира Ишмуратова                      | Асока Тано                                |
| Борис Хасанов                           | Клоны Таркин                              |
| Борис Смолкин                           | Йода                                      |
| Аркадий Волгин                          | Граф Дуку                                 |
| Вадим Яковлев Марк Макаренков (6 сезон) | Канцлер Палпатин/ Дарт Сидиус             |
| Светлана Кузнецова                      | Падме Амидала Ади Галлия                  |
| Сергей Воробьёв                         | Мейс Винду                                |
| Андрей Матвеев                          | Боевые дроиды                             |
| Станислав Концевич                      | Генерал Гривус                            |
| Ольга Филиппова                         | Асажж Вентресс                            |
| Сергей Паршин                           | Рассказчик Мас Амедда                     |
| Виталий Крылов                          | Адмирал Вуллф Юларен                      |
| Виктор Костецкий                        | Пло Кун                                   |
| Михаил Хрусталёв                        | Кит Фисто                                 |
| Анатолий Дубанов                        | Ки-Ади Мунди                              |
| Наталия Тарыничева                      | Сатин Крайз Нала Се Эйла Секура           |
| Валерий Кухарешин                       | C-3PO                                     |
| Сергей Дьячков                          | Джа Джа Бинкс                             |
| Алексей Титков                          | Хондо Онака                               |
| Андрей Шамин                            | Мол Кэд Бейн Пре Визсла Онаконда Фарр     |
| Андрей Тенетко                          | Саваж Опресс Нут Ганрей Уот Тамбор Калани |
| Регина Щукина                           | Мать Талзин                               |
| Екатерина Кабашова                      | Баррисс Оффи                              |
| Мария Цветкова-Овсянникова              | Луминара Ундули Аурра Синг                |
| Юрий Лазарев                            | Орн Фри Таа Лотт Дод                      |
| Юрий Саввин                             | Бейл Органа                               |
| Дмитрий Витов                           | Алмек                                     |
| Лидия Мельникова                        | Джокаста Ню                               |
| Иван Чабан                              | Лакс Бонтери Боба Фетт                    |
| Артемий Веселов                         | капитан Грегар Тайфо Тодо 360             |